# هنریک سورنسن
هنریک اینگوار سورنسن، (متولد ۱۲ فوریه ۱۸۸۲، درگذشت ۲۴ فوریه ۱۹۶۲) یک نقاش نروژی و یکی از هنرمندان برجسته نسل خود بود. هم در زمینه عملی و هم نظری او هنرمندی پیشرو محسوب می‌شود.
هنریک سورنسن، در نقد هنری، مانند دیگر امور دارای تناقض بود. وی بسیاری را از خود رنجانده اما درعین حال، الهام بخش بسیاری از هنرمندان عصر خویش بوده‌است.

## جوانی و تحصیل
هنریک اینگوار سورنسن، در ورملاند سوئد از مادری نروژی به نام هلن، که در زمان تولد وی درگذشت متولد شد. پدر وی مردی نروژی به نام سِوِرین، و مدیر کارخانه چوب بری بود. هنری در ۱۲ سالگی همراه پدرش به لیلستروم، نروژ، نقل مکان کرد. در این شهر، هنری از سال ۱۹۰۰ تا ۱۹۰۴ در یک شرکت حقوقی مشغول به کاربود. در سال ۱۹۰۴ او وارد دانشکده دولتی صنایع دستی و هنر نروژ شد؛ و در پاییز همان سال برای اولین بار در یک نمایشگاه هنری، آثار خود را به نمایش گذاشت. هنری سورنسن، بعدها تحصیلات خود را در کپنهاگ و پاریس ادامه داد و بین سالهای ۱۹۰۸ و ۱۹۱۰ مدتی را نزد استاد هنر، آنری ماتیس در فرانسه، به کسب تجربه پرداخت.

## زندگی هنری
نقاشی هنریک سورنسن، اسوارت بِکن، به نوعی اولین نقاشی اکسپرسیونیست نروژ محسوب می‌شود. در عین حال، چندین تصویر از نخستین دوره فعالیت هنری وی وجود دارند که از نظر شکل، رئالیستی، به حساب می‌آیند. دیگر نقاشی‌های سورنسن، متأثر از سبک اریک ورنسکیولد است. آشنایی سورنسن، با اریک ورنسکیولد، در طول اقامت تابستانی وی در لیلهامر روی داد.
سال ۱۹۱۴ در زندگی هنری سورنسن نقطه عطفی بود. در جشنواره هنری فراگنر، او با ۱۶ تابلوی نقاشی شرکت کرد؛ و این یک موفقیت بزرگ برای او تلقی می‌شود. در همان سال، او اولین سری از مجموعه تصاویر همسرش، «گودْرون کلِوِه»، که در سال ۱۹۱۰ با او ازدواج کرده بود را بر پرده نقاشی رسم کرد. در این دوره او بیشتر در گوتنبرگ اقامت داشت. جایی که توانست به خوبی با دیگر همکاران هنرمندش تماس برقرار کرده و از این طریق بر آنچه که در آن روزگار، مکتب نقاشی سوئدی نامیده می‌شد، تأثیر بگذارد.
از سال ۱۹۱۸، هنریک سورنسن، همراه همسرش، ضمن دیدارهای منظم از نروژ، در پاریس اقامت کرد. جایی که آن دو در سال ۱۹۲۰ با هم صاحب پسری به نام اسون اولاو، شدند.
در سال ۱۹۲۱، سورنسن مأمور تصویرگری اثری به نام روایات روستایی‌ها از بیورنستیرنه بیورنسون شد. این اثر که اولین بار در سال ۱۹۲۹ به انتشار رسید و از آن زمان تا به امروز مرتباً تجدید چاپ شده‌است؛ شامل تقریباً ۲۰۰ تصویر نقاشی و عکس واقعی است.

در سال ۱۹۲۷، خانواده سورنسن، از پاریس به نروژ بازگشته و در اسلو اقامت گزیدند. آنها بزودی مکان تابستانی که قبلاً اجاره کرده بودند را خریداری کردند. در همان سال، سورنسن در مقاله ای از فقدان حس زیبایی‌شناسی در توسعهٔ پایتخت، ابراز تأسف کرد، این امر منجر به این شد که رئیس وقت انجمن شهر در اسلو، از تعدادی از هنرمندان و معماران دعوت کرد تا در توسعه شهر مشارکت کنند. 

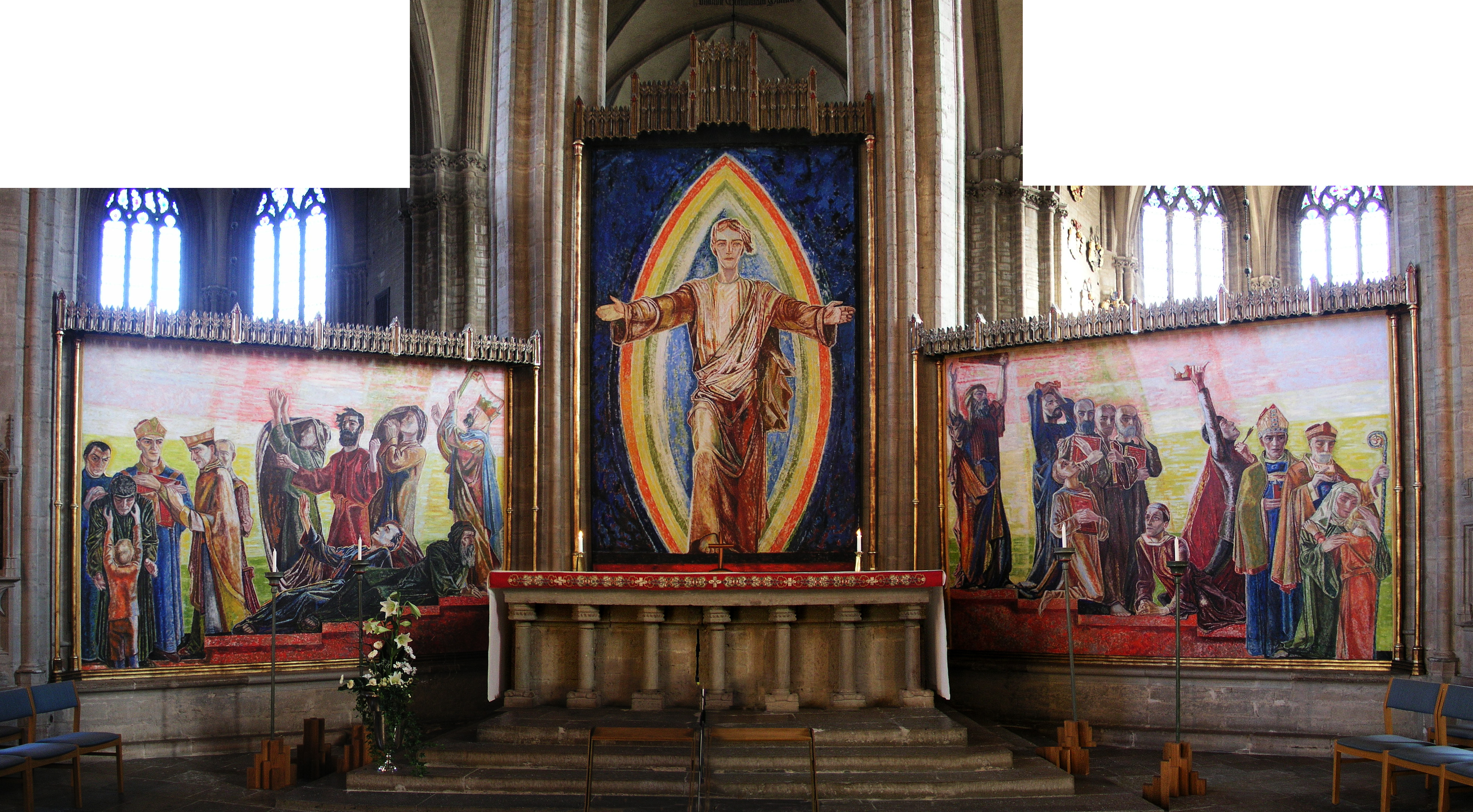
محراب، ۱۹۳۴ مکتبی نو در تصویر سازی از مسیح است.

تصاویر هنریک سورنسن. از مسیح با سنت نقاشی در گذشته، تفاوت داشت. در دایرةالمعارف نروژی هنر در این مورد آمده‌است که او مسیحی لطیف، بی ریش و بلند قد را به تصویر می‌کشد که با آغوش باز همهٔ بشریت را در آغوش می‌کشد.
نگرش بنیادین هنریک سورنسن. علیه جنک و صلح طلبی مستمر وی در آثاری که در طول جنگ جهانی اول و دوم، خلق کرده، مانند تابلوی بیوگان ۱۹۱۸ و پناهندگان ۱۹۴۳ و بسیاری دیگر از آثار او به خوبی مشهود است.